# 入善パーキングエリア

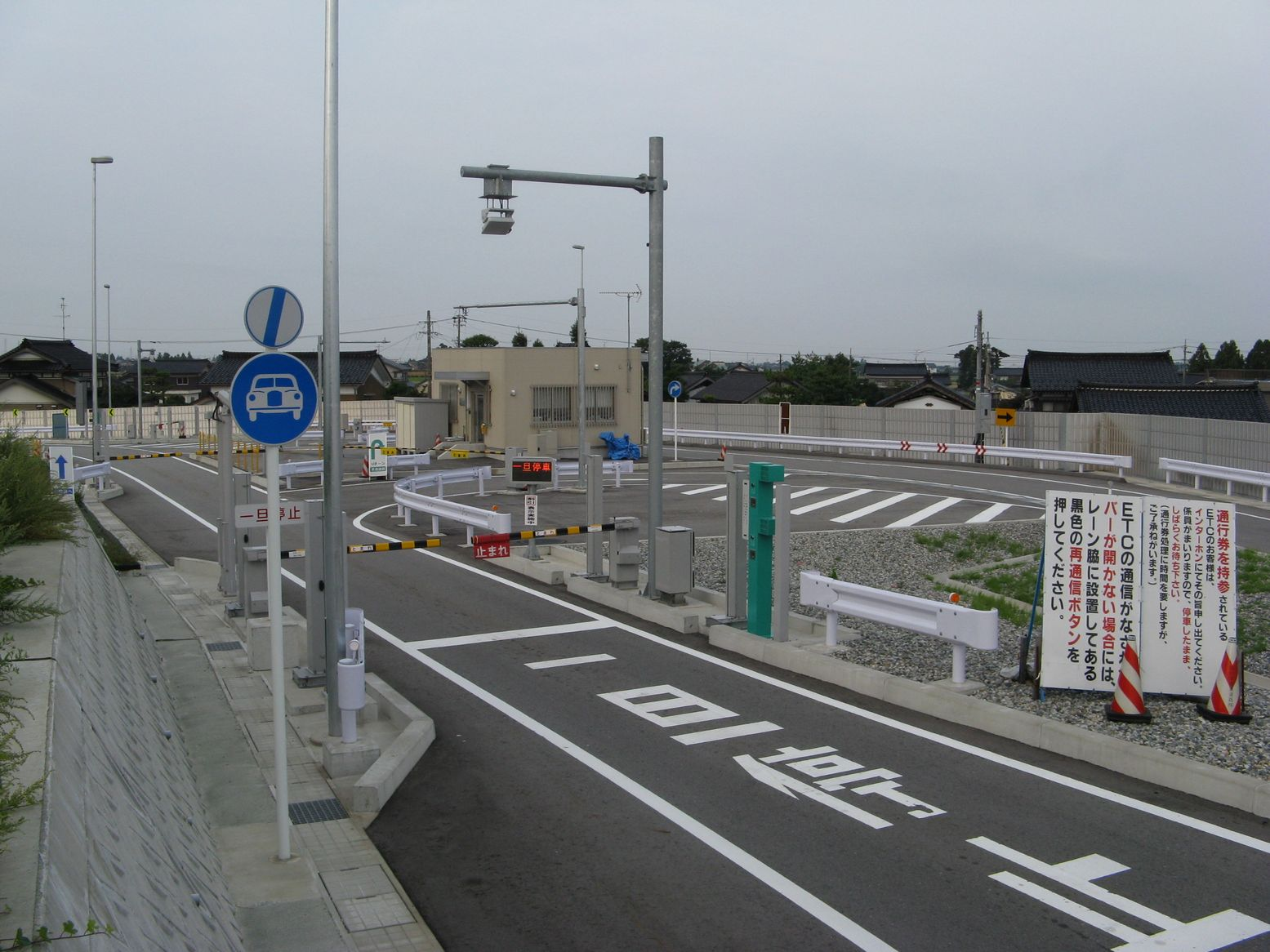
入善スマートIC 下り線側（内側から撮影）

入善パーキングエリア（にゅうぜんパーキングエリア）は、富山県下新川郡入善町神林にある北陸自動車道のパーキングエリアである。ETC専用のスマートインターチェンジである入善スマートインターチェンジを併設している。

## 道路
- E8 北陸自動車道
- 接続する道路：富山県道63号入善宇奈月線

## 施設
売店などの施設はない。

### 上り線（米原・高山方面）
- 駐車場
  - 大型 15台[2]
  - 小型 26台[2]
- トイレ
  - 男性 大3・小4
  - 女性 5
  - 車椅子用 1
- 自動販売機

### 下り線（新潟方面）
- 駐車場
  - 大型 15台[2]
  - 小型 26台[2]
- トイレ
  - 男性 大3・小4
  - 女性 5
  - 車椅子用 1
- 自動販売機

## スマートインターチェンジ
2005年（平成17年）4月25日から7月24日までの3か月間限定でスマートICが設置され、ETC搭載の普通車・軽自動車に限り、米原方面は流入のみ、新潟中央方面は流出のみ可能になった。
試験運用が終了後、富山IC方面への通勤利用が好調であったことから、2005年（平成17年）8月1日より供用を再開。2度の延長を経て2005年度まで試験供用が行われることとなった（7月25日から7月31日までは中断）。運用時間は、当初24時間運用であったが、同年10月2日に6時から22時までの運用に変更された。
2005年（平成17年）11月14日から大型車対応工事のため一時供用が中止されていたが、同年12月29日に再開。この工事により、ETC搭載の全車種が利用可能となった。
試験運用期間に1日平均700台に利用され好調であった結果をもとに、2006年（平成18年）10月1日に本運用を開始した。上下線の流出入に対応するため、同年12月から2007年（平成19年）6月まで休止して改良工事を行い、同年7月1日11時から上下線の流出入に対応した終日利用可能なインターチェンジとして運用開始した。

## 隣
E8 北陸自動車道
(26)黒部IC - (26-1)入善PA/スマートIC - (27)朝日IC